# Lasius emarginatus
Lasius emarginatus (лат.) — вид муравьёв из рода Lasius (подсемейство Formicinae). Западная Палеарктика (Европа, Кавказ, Малая Азия). Мелкие лесные муравьи. Рабочие и самки обладают двуцветным телом (грудка красная или буровато-красная, а голова и брюшко бурые). Самцы полностью бурого цвета. Рабочие — 3—4,5 мм; самки — 7—10 мм; самцы — 3,7—4,5 мм. От близкого вида Lasius brunneus отличается наличием множества отстоящих волосков на скапусе усика и голенях.

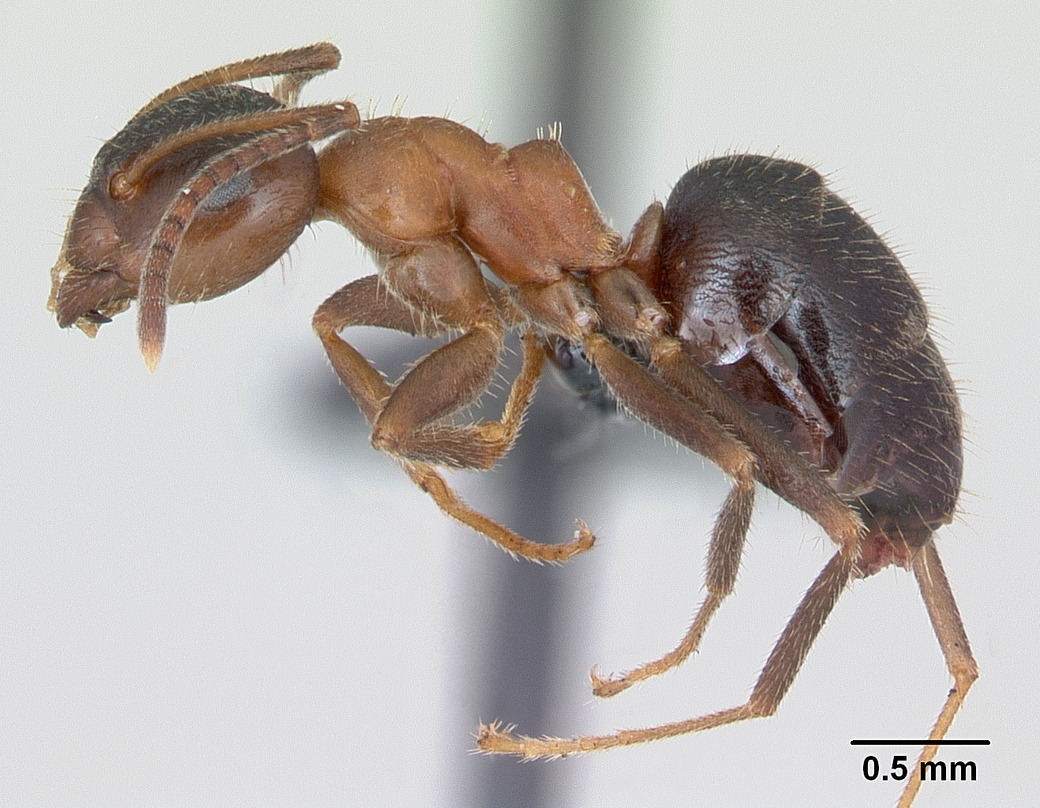
Вид сбоку
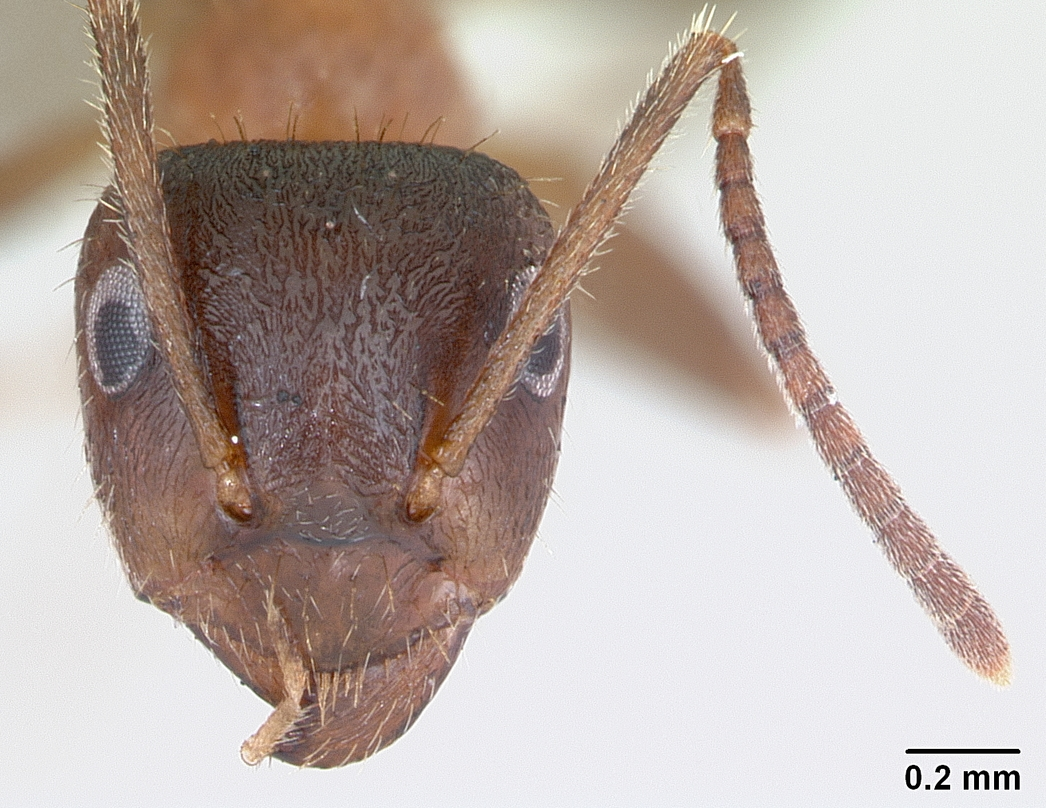
Голова рабочего